# Zrakoplovi Fizir
Zrakoplovi Fizir su zrakoplovi hrvatskog najpoznatijeg konstruktora Rudolfa Fizira. 
Prvi zrakoplov Fizir je konstruirao 1913. godine ali sve ostaje samo na papiru. Dvokrilni zrakoplov s Maibach motorom od 260 KS, izvrsnih aerodinamičkih osobina, Fizir je konstruirao 1925. godine i s njim postiže bolje rezultate od letjelica s gotovo dvostruko jačim motorima. Zrakoplov 1927. godine pobjeđuje na natjecanju Male Antante. Zrakoplov se kasnije serijski proizvodio za potrebe vojnog zrakoplovstva kao školski zrakoplov. 1928. godine konstruirao je zrakoplov Fizir s Wrightovim motorom. Veliki uspjeh bio je zrakoplov Fizir FN s motorom Walter od 120 KS ili Mercedes od 120 KS koji je izrađen u seriji od više stotina primjeraka. Kao školski zrakoplov koristio se u vojnom zrakoplovstvu i u aeroklubovima za vuču jedrilica u aerozapruzi. 
Tijekom 1930. isti zrakoplov preinačuje u hidroplan i 1931. dobivamo našu prvu amfibiju, zrakoplov namijenjen polijetanju i slijetanju na vodene površine i kopno. Njegovu amfibiju FA-1 godinama su upotrebljavali primorski aeroklubovi, a FA-2 konstruiran 1960. godine u Aerotehničkom zavodu Zrakoplovnog saveza Hrvatske u Zagrebu trebao je postati poslovni aerotaksi za četiri putnika.